# Priego de Córdoba
Priego de Córdoba là một đô thị trong tỉnh Córdoba, Andalusia, Tây Ban Nha. Dân số năm 2002 là 22.558 người.